# 付静
付静（1968年9月—），河南社旗人，中华人民共和国政治人物，博士研究生学历，哲学博士。

## 生平
1989年3月加入中国共产党，1990年7月参加工作。初在河南师范大学任校长办公室秘书兼副主任科员，校长办公室秘书科科长等职。
2002年调入郑州工作，2004年调入登封工作，2006年调入新郑工作，2009年开始担任河南省监察厅副厅长，2016年任河南省监察厅副厅长兼河南省纪委常委。2017年12月起，担任河南省人民政府外事侨务办公室(河南省人民政府港澳事务办公室)主任兼任党组书记。
2021年7月，接替王战营成为中共商丘市委委员、常委、书记。不过很快地李国胜于同年9月接任商丘市委书记。